# Effacer le tableau

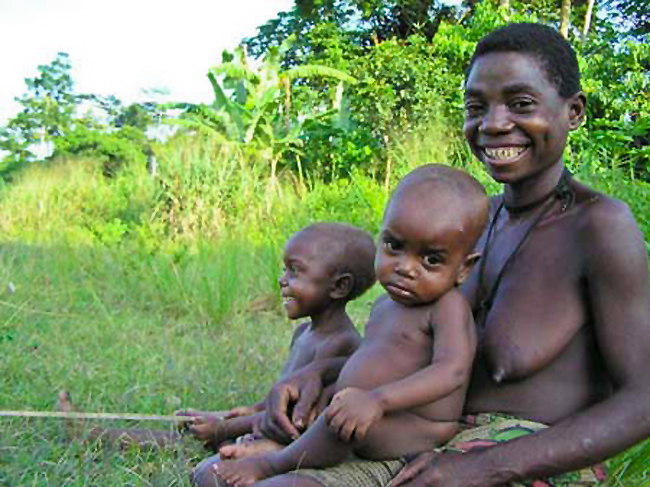
Pygmeeënfamilie

Effacer le tableau, letterlijk "wis het bord" of "maak de lei schoon" was de operationele naam die werd gegeven aan de systematische uitroeiing van de Bambuti-pygmeeën door rebellen in de Democratische Republiek Congo tijdens de Tweede Congolese Burgeroorlog.

## Achtergrond
In 2002 telde Mambasa ongeveer "20.000 tot 25.000 inwoners". Deze stad ligt in het oosten van Ituri, dicht bij de grens van Oeganda en Zuid-Soedan, in wat Human Rights Watch in 2003 beschreef als 'het meest gewelddadige gebied' van de Democratische Republiek Congo (DRC). De gruwelijke gebeurtenissen waren het gevolg van acties uitgevoerd door soldaten van de Congolese Bevrijdingsbeweging (MLC), lokaal bekend als "les effaceurs" ("de gummen"), en troepen van de Congolese Rally voor Democratie (RCD-N).

## Bloedbad
Het primaire doel van Effacer le tableau was de territoriale verovering van de provincie Noord-Kivu in de DRC en de etnische zuivering van pygmeeën uit de oostelijke regio van Congo, waarvan de bevolking in 2002 90.000 inwoners telde. De Bambuti waren specifiek het doelwit omdat de rebellen hen beschouwden als "onmenselijk", en de rebellen geloofden dat het vlees van de Bambuti "magische krachten" bezat. Er waren ook berichten dat kannibalisme wijdverbreid was. Er wordt geschat dat tijdens de campagne 60.000 tot 70.000 pygmeeën zijn omgekomen, en nog eens 100.000 anderen zijn ontheemd geraakt.

## Nasleep
In maart 2016 oordeelde het Internationaal Strafhof Jean-Pierre Bemba schuldig aan mensenrechtenschendingen in de Centraal-Afrikaanse Republiek. Bemba was de vice-president van de DRC en leider van de Congolese Bevrijdingsbeweging MLC tijdens de jarenlange uitroeiingscampagne, maar werd in juni 2018 volledig vrijgesproken door het hof van beroep van het ICC.